# Турция на летних Олимпийских играх 2008
Турция принимала участие в Летних Олимпийских играх 2008 года в Пекине (Китай) в двадцатый раз за свою историю, и завоевала одну золотую, четыре серебряные и три бронзовые медали. Сборную страны представляли 67 участников, из которых 19 женщин. Все серебряные и только серебряные награды завоевали женщины.

## Медалисты
| Медаль  | Спортсмен          | Вид спорта       | Дисциплина                              |
| ------- | ------------------ | ---------------- | --------------------------------------- |
| Золото  | Рамазан Шахин      | Борьба           | Мужчины, вольная борьба, до 66 кг       |
| Серебро | Азизе Танрыкулу    | Тхэквондо        | Женщины, до 57 кг                       |
| Серебро | Эльван Абейлегессе | Лёгкая атлетика  | Женщины, 5000 м                         |
| Серебро | Эльван Абейлегессе | Лёгкая атлетика  | Женщины, 10000 м                        |
| Серебро | Сибель Озкан       | Тяжёлая атлетика | Женщины, до 48 кг                       |
| Бронза  | Якуп Кылыч         | Бокс             | Мужчины, до 57 кг                       |
| Бронза  | Сервет Тазегюль    | Тхэквондо        | Мужчины, до 68 кг                       |
| Бронза  | Назми Авлуджа      | Борьба           | Мужчины, греко-римская борьба, до 84 кг |